# Trường Hậu bổ, Huế

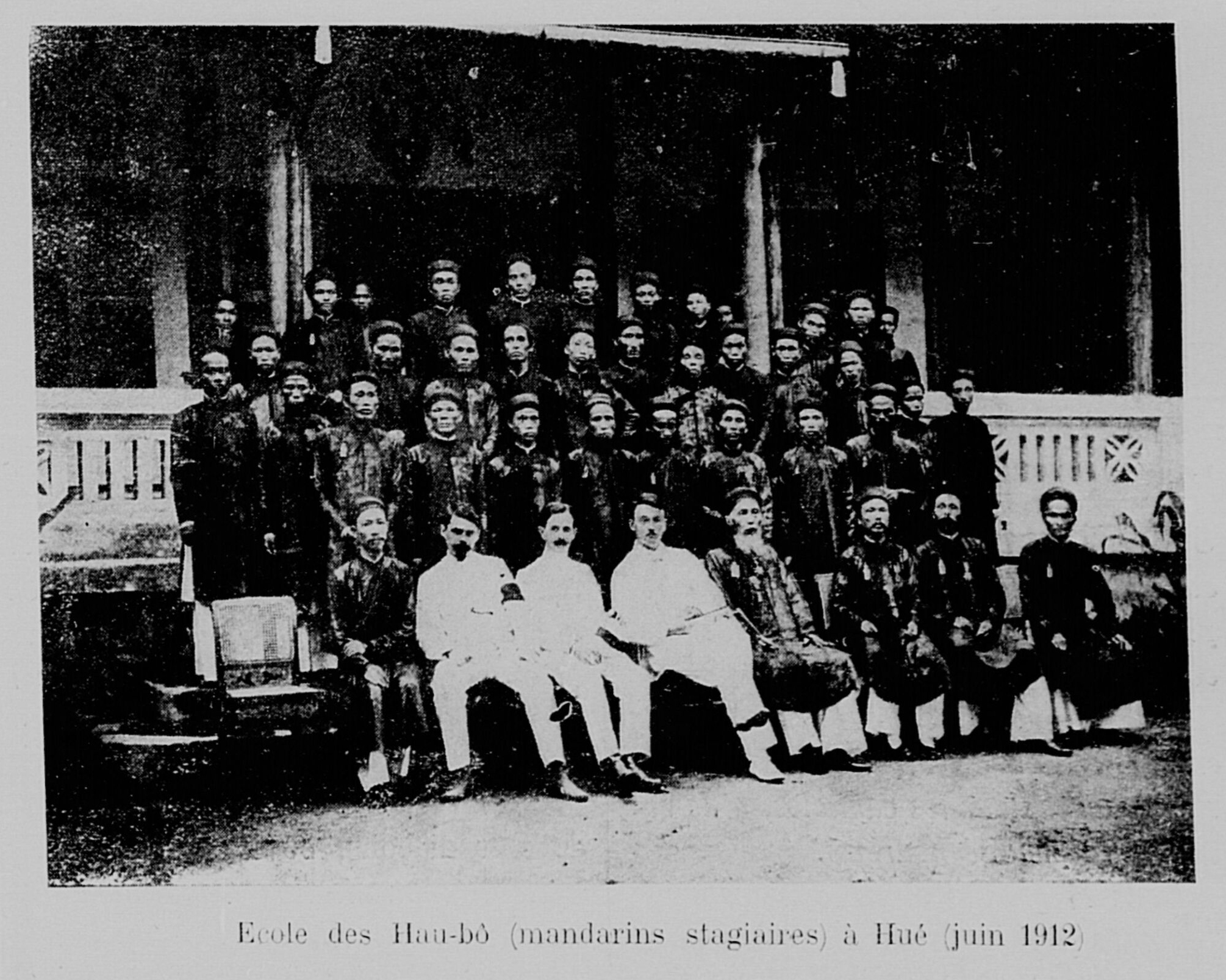
Trường Hậu bổ, Huế

Trường Hậu bổ, Huế (tiếng Pháp: École d’Administration à Hué) là cơ sở giáo dục đào tạo quan chức hành chính của triều Nguyễn ở Huế để phù hợp phương thức cai trị của Pháp trong thể chế Liên bang Đông Dương.

## Lịch sử
Tháng 4 năm Tân Hợi 1911, vua Duy Tân ban Dụ: “Nay theo lời tâu của bề tôi Bộ Học (…), nghĩ đặt một Trường Hậu Bổ chuyên dạy những người khoa mục để học rộng, biết nhiều, mở mang hiểu biết để hẹn ngày thực dụng. Về chương trình điều khoản đã qua bề tôi Bộ Học bàn bạc với Phủ Phụ chính cùng quý khâm sứ đại thần trù nghĩ, rất hợp ý trẫm, chuẩn bị cho thi hành”.
Tri phủ Hưng Nguyên tỉnh Nghệ An là Nguyễn Duy Cần (1817 - ?), được bổ nhiệm làm Đốc giáo trường Hậu Bổ Huế, và cụ Nguyễn Đình Hòe từng làm thông ngôn Tòa Khâm sứ Huế, dạy Pháp văn tại Trường Quốc Học, Huế, được cử làm Phó Đốc giáo Trường Hậu Bổ. Thành phần ban giảng huấn là những trợ giáo uyên bác người Việt, việc giảng dạy các môn học do Tòa Khâm sứ cử giáo sư uy tín đảm trách. Tuổi quy định các học viên vào học từ 24 đến 34 tuổi; duy tiến sĩ, phó bảng tuổi đời cho phép tới 40.
Trường được vua Duy Tân và khâm sứ Sertier khánh thành ngày 28 tháng 7 năm 1911.
Trường Hậu bổ, Hà Nội tuy được thành lập trước (1903) nhưng đến năm 1912 đã bị thay thế bằng Trường Sĩ hoạn. Trường Hậu bổ, Huế chiếm lấy vị thế đào tạo cấp cao hơn Trường Sĩ hoạn ở Bắc Kỳ vốn đã ngả dần theo Tây học và bớt Hán văn.
Trường Hậu bổ, Huế hoạt động đến năm 1917 thì bị giải thể cùng với Trường Sĩ hoạn. Cả hai bị thay thế bằng Trường Pháp chính Đông Dương (École de Droit et d'Administration). Sự việc này cũng kết thúc chế độ khoa cử ở Việt Nam vì sau đó Bắc và Trung Kỳ hoàn toàn theo ngạch Tây để tuyển công chức làm nhân viên hành chánh.

## Thể lệ
Muốn ghi danh nhập học phải biết tiếng Pháp, đỗ đợt khảo hạch phần viết, gọi là "hành văn" và phần vấn đáp, bấy giờ gọi là "khẩu vấn". Phần viết có một bài chính tả tiếng Pháp, một bài luận tiếng Pháp và hai bài toán. Phần vấn đáp có một bài về địa lý Đông Dương, một bài về sử ký Việt Nam, và một bài giải nghĩa một bài Pháp văn.
Học trình kéo dài ba năm, mỗi tháng có lương. Năm đầu lãnh 12 đồng/tháng. Năm thứ nhì 14 đồng/tháng; năm thứ ba 16 đồng/tháng. Môn học có cách trí và kinh tế chính trị.
Học xong thì học sinh được chia thành hai ngạch: Giáo dục và Hành chánh. Bên Giáo dục thì được bổ làm huấn đạo, giáo thụ (tòng lục phẩm). Bên hành chánh thì sẽ chuyển về tỉnh học thêm sáu tháng để bổ làm tri phủ (tòng ngũ phẩm).

## Vị trí và trường sở
Địa điểm của Trường Hậu bổ là ở Nha Thương bạc cũ sát sông Hương, phía ngoài cửa Chính Đông, thường gọi là cửa Thượng Tứ. Tòa nhà đã bị phá và công trình thay thế nay là rạp Hưng Đạo.
Trường sở gồm một tòa nhà lớn phía trước dùng làm lớp học và văn phòng. Một tòa nhà phía sau là ký túc xá cho sinh viên nội trú. Tòa nhà bên phải là chỗ ở của quan Đốc giáo.

## Trong văn hóa dân gian
Trong dân gian, người ta sửa câu ca có cụm từ “ngựa Thượng Tứ” thành:
Mê gì như mê tổ tôm,
Mê ngựa Hậu Bổ, mê Nôm Thúy Kiều
Điều này là do bên trong cửa Thượng Tứ có đặt kinh trạm chuyển công văn bằng ngựa theo lối chạy tiếp sức, được ưu tiên nhường đường trên dặm dài thiên lý. Phía ngoài cửa Thượng Tứ lúc đó, rẽ về phía cầu Trường Tiền vài chục mét, là Trường Hậu Bổ đào tạo quan lại từ cấp huyện trở lên.